# Eupithecia pallifasciata
Eupithecia pallifasciata är en fjärilsart som beskrevs av Barend J. Lempke 1969. Eupithecia pallifasciata ingår i släktet Eupithecia och familjen mätare. Inga underarter finns listade i Catalogue of Life.